# Lac Keret
Le lac Keret (en russe : Озеро Керет, Ozero Keret, en finnois : Kierettijärvi) est un lac d'eau douce de la république de Carélie dans le nord-ouest de la Russie.

## Description
Sa superficie est de 223 km2 et il comporte environ 130 îles. 
Le lac est gelé de début novembre jusqu'à fin mai.
Le lac Keret s'écoule vers la mer Blanche par la rivière Keret.
Le lac est à une altitude de 91 m. Sa profondeur maximale est comprise entre 4 et 5 m.
Ses rives sont basses, rocheuses et très découpées, avec de nombreuses baies sinueuses. La partie sud du lac s'appelle Pirtozero, la partie nord est le lac Plotitschnoje. 
Ses principaux affluents sont les rivières Kapustnaya, Travyanaya, Narva, Niva et Nyala.
Le Keret est riche en poissons. 
Il compte entre-autres espèces de poissons : la perche, le brochet, le corégone blanc et le gardon.
La route R21 Saint-Pétersbourg-Mourmansk ( ) longe sa rive orientale.